# Подєзьоро
Подєзьоро (пол. Podjezioro) — село в Польщі, у гміні Каменськ Радомщанського повіту Лодзинського воєводства.
Населення — 77 осіб (2011).
У 1975-1998 роках село належало до Пйотрковського воєводства.

## Демографія
Демографічна структура станом на 31 березня 2011 року:
|          | Загалом | Допрацездатний вік | Працездатний вік | Постпрацездатний вік |
| -------- | ------- | ------------------ | ---------------- | -------------------- |
| Чоловіки | 45      | 7                  | 31               | 7                    |
| Жінки    | 32      | 4                  | 20               | 8                    |
| Разом    | 77      | 11                 | 51               | 15                   |